# Jakob Berneri
Jakob Berneri († 15. Jahrhundert) war Priester und Offizial.

## Leben
Der aus Nimwegen stammende Dr. leg. und Mag. art. ist für das Jahr 1387 in Heidelberg belegt und war anschließend Professor in Köln, wo er für die Jahre 1394 und 1414 auch als Rektor der Universität belegt ist. Als Vikar an der Quirinuskapelle zu Köln erwarb er 1411 ein Kanonikat an St. Maria ad Gradus (Köln) und auch St. Aposteln zu Köln, wo er von 1414 bis 1423 Dechant war. Seit 1422 Offizial des Erzbischofs von Köln, Dietrich II. von Moers, erwarb er 1424 noch ein Kanonikat an St. Ursula (Köln).
Siehe auch: Liste der Kölner Offiziale, Liste der Kölner Generalvikare, Liste der Kölner Weihbischöfe, Liste der Kölner Domherren